# Porte
Porte là một đô thị ở tỉnh Torino trong vùng Piedmont, có vị trí cách khoảng 40 km về phía tây nam của Torino, nước Ý. Tại thời điểm ngày 31 tháng 12 năm 2004, đô thị này có dân số 987 người và diện tích là 4,4 km².
Porte giáp các đô thị: Pinerolo, San Pietro Val Lemina, Villar Perosa, San Germano Chisone, và San Secondo di Pinerolo.